# Cleorodes obscuraria
Cleorodes obscuraria là một loài bướm đêm trong họ Geometridae.